# Cosme Aguiló Adrover
Cosme Aguiló Adrover (Santanyí, 1 d'agost de 1950) és un filòleg mallorquí, membre corresponent de l'Institut d'Estudis Catalans des del 2006.
Ha publicat articles a la revista Randa i al butlletí de l'Institut Menorquí d'Estudis. El 1991 va rebre el Premi 31 de desembre de l'OCB i el 1994 fou nomenat col·laborador del Departament de Filologia Catalana i Lingüística General de la Universitat de les Illes Balears (UIB). Després d'una trajectòria d'autodidacta, a l'edat madura el 2007 va obtenir el doctorat per la UIB amb una tesi sobre la toponimia de Santanyí i Ses Salines. En aquesta obra va inventariar més de sis mil topònims documentats en diferents segles i localitzats en mapes detallats. La seva obra destaca per una minuciositat i un afany d'exactitud i d'exhaustivitat. El 2017 va publicar junts amb l'ornitòleg Antoni Mestre l'Atles ornitonímic, un recull cartogràfic dels mots populars de les aus de tot el territori de les Illes Balears resultat de mes de vint-i-cinc anys de recerques, als quals destaca el Muscicapa striata amb quaranta-set noms com ara llosca, papamosca, xiga, tatxeta, matamosca, enclotxamosques o pagofigo.

## Obres
Per una bibliografia més extensa vegeu «Obra de Cosme Aguiló Adrover» a Dialnet.
- Mapa Toponímic de l'Illa de Cabrera (1980)[7]
- Mapa Toponímic de sa Dragonera. (1982)
- La toponímia de la costa de Felanitx (1991)
- La toponímia de la costa de Campos (1991) «excel·lent llibre sobre els topònims costaners del municipi de Campos».[8]
- La toponímia de la costa de Llucmajor (1996)
- Toponímia i etimologia (2002)[9]
- De Rebus Populi Mei (2007)
- La toponímia de Santanyí i Ses Salines (2007)
- Sic isti nostri sunt (2010)
- La toponímia de la costa d'Artà (2011)
- La flora i la fauna a la toponímia de Mallorca Arxivat 2017-04-12 a Wayback Machine.